# NGC 418
NGC 418 (również PGC 4189) – galaktyka spiralna z poprzeczką (SBc), znajdująca się w gwiazdozbiorze Rzeźbiarza. Odkrył ją John Herschel 28 września 1834 roku.
W galaktyce tej zaobserwowano supernową SN 2014co.